# S:t Görans gymnasium
S:t Görans gymnasium, (före detta yrkesskolan för huslig utbildning och sömnad), var en kommunal gymnasieskola i Stockholms kommun. Skolbyggnaden ligger i kvarteret Vallgossen på Sankt Göransgatan i stadsdelen Kungsholmen. Skolan invigdes 1960 och var ursprungligen sömnads- och hushållsskola för flickor med en kapacitet på 1000 elever. Skolan blev 1971 gymnasieskola med praktisk profil. Skolan avvecklades 2007 då byggnaden hade stort behov av renovering. Men kostnaden var för stor för kommunen. I november 2011 såldes byggnaden till Svenska Bostäder som har inrättat studentbostäder i byggnaden. Byggnaden är blåklassad av Stadsmuseet i Stockholm, vilket innebär att bebyggelsen har "synnerligen höga kulturhistoriska värden" motsvarande fordringarna för byggnadsminnen.
I mars 2024 förklarade Länsstyrelsen i Stockholms län byggnaden som byggnadsminne.

## Arkitektur
Den modernistiska skolbyggnaden är särskilt ritad för yrkesskolans verksamhet av Charles Edouard och Léonie Geisendorf. Byggnaden är inspirerad av Le Corbusiers Unité d'Habitation och som sådan ett typexempel på arkitekturstilen brutalism. Byggnaden är idag K-märkt. 

### Exteriör

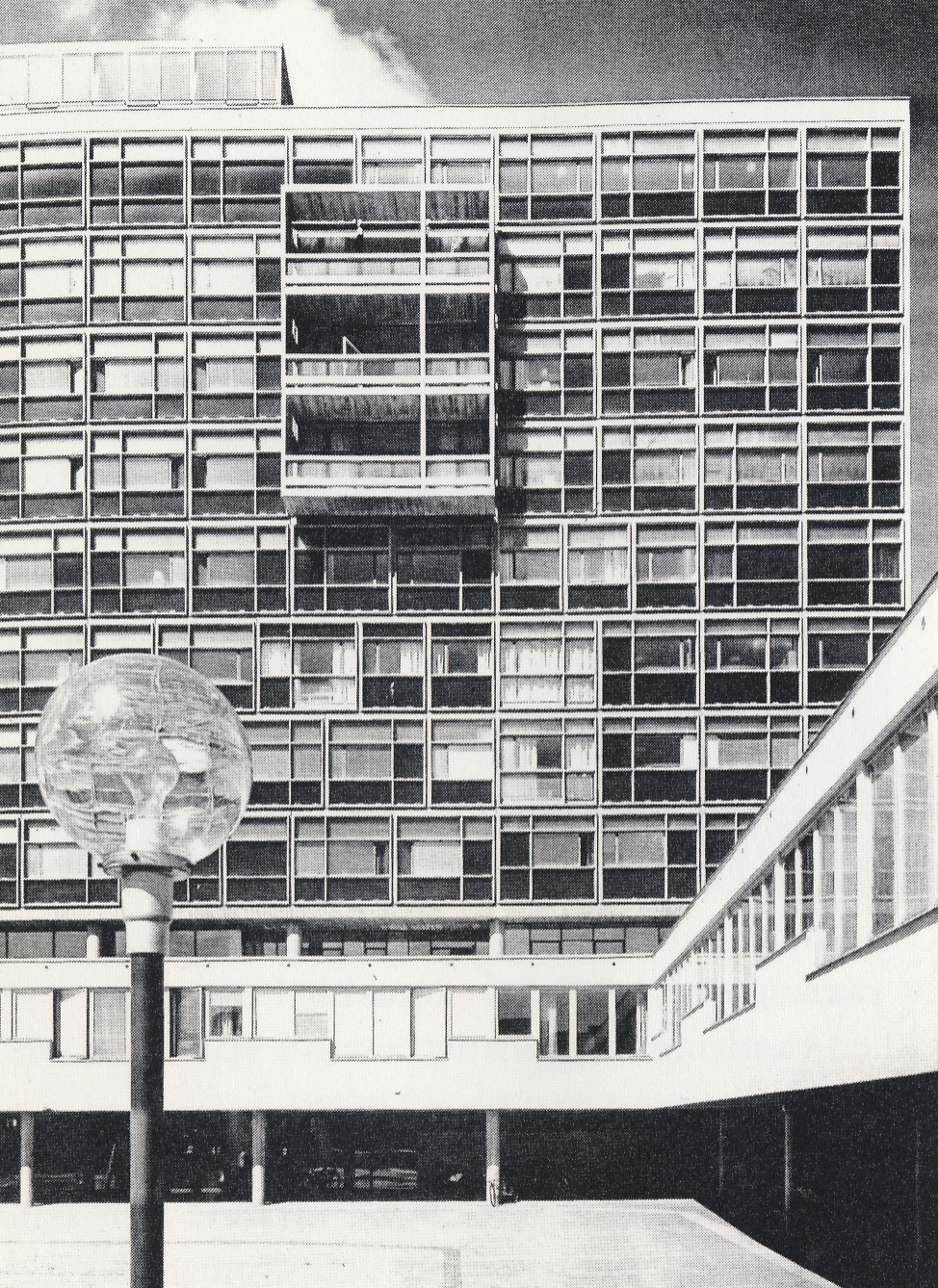
S:t Görans gymnasium 1961

Huvudbyggnaden är tio våningar hög med en bärande stomme av platsgjuten betong och icke bärande, prefabricerade fasader. Fasaderna är utförda i råa, obehandlade betongelement med utfackningar av härdat glas som uppdelats i ett fönsterraster.

### Interiör
Materialen är huvudsakligen medvetet obehandlade för att understryka deras naturliga egenskaper. Bottenvåningen har tillägnats generella funktioner med bibliotek och café, samt en tidstypisk entréhall. Ovanför ligger undervisningssalarna. I flyglar som ligger i vinkel med huvudbyggnaderna finns demonstrationshallar, ateljéer, bageri och butiker. Totala lokalytan ligger på 15 000 kvadratmeter. ”I samarbete med inredningsarkitekt Thea Leonhard har vackra interiörer formats med det yttersta av skandinavisk inredningskonst. För att ge eleverna kännedom om material och skötsel har en variation i golvmaterial, textilier, väggbeklädnad och möbeltyper eftersträvats. Vid sidan av Thea Leonard finns möbelformgivare som Kaare Klint, Carl Malmsten, Bruno Mathsson, Alvar Aalto, Josef Frank och Arne Jacobsen representerade.”

## Omvandling till bostäder
Eftersom ventilationen var undermålig och huset i stort behov av renovering beslutade SISAB och utbildningsförvaltningen i Stockholm att avveckla skolverksamheten i byggnaden. På hösten 2011 sålde SISAB S:t Görans gymnasium till systerbolaget Svenska Bostäder som byggde om lokalerna till studentbostäder. Den 22 maj 2015 tog bostadsborgarrådet Ann-Margarethe Livh första spadtaget till ombyggnaderna. Byggnaden innehåller 238 studentbostäder som blev inflyttningsklara 2017. Ombyggnaden har blivit nominerad till arkitekturtävlingen Årets Stockholmsbyggnad 2018.

## Bilder

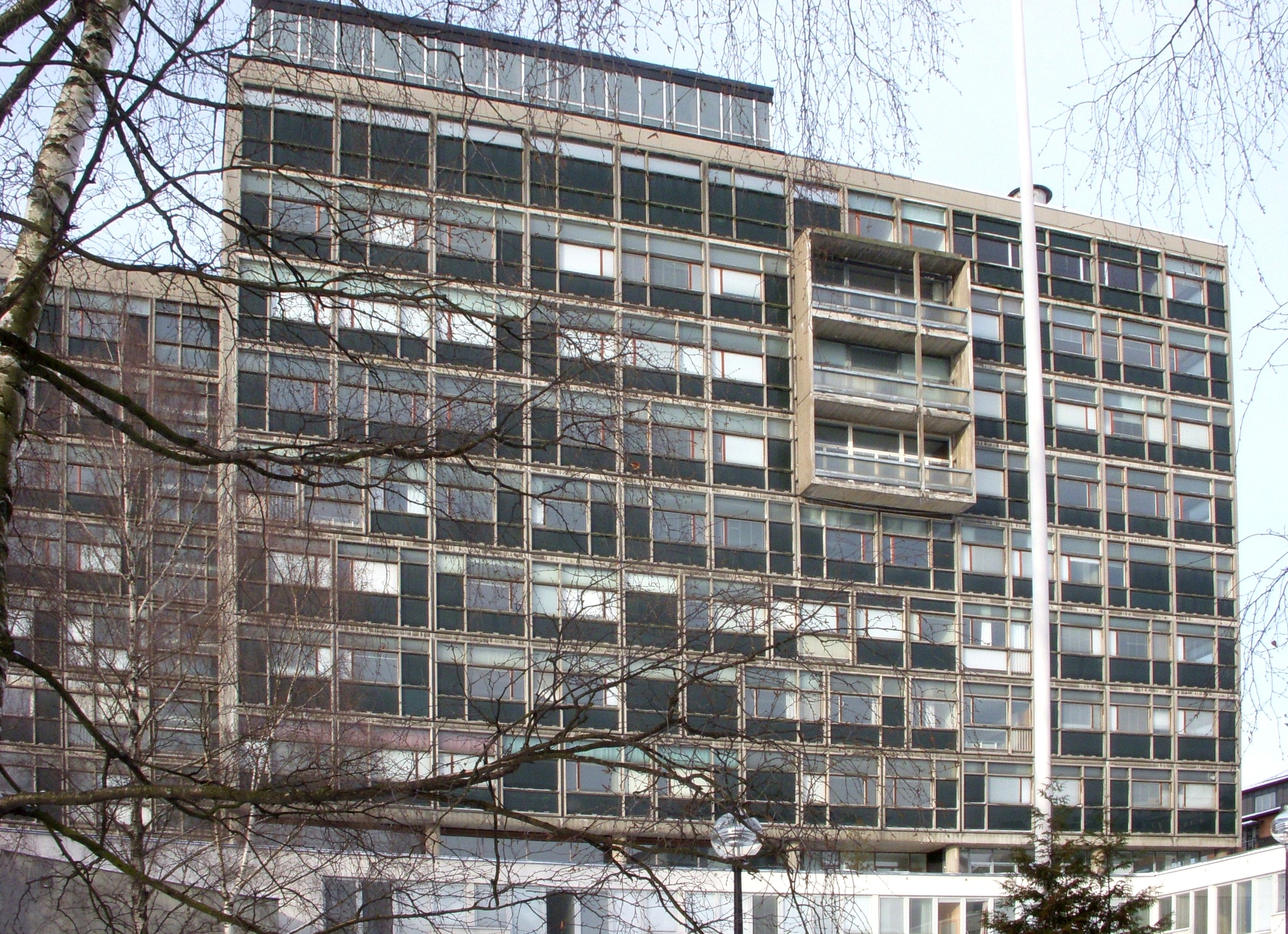
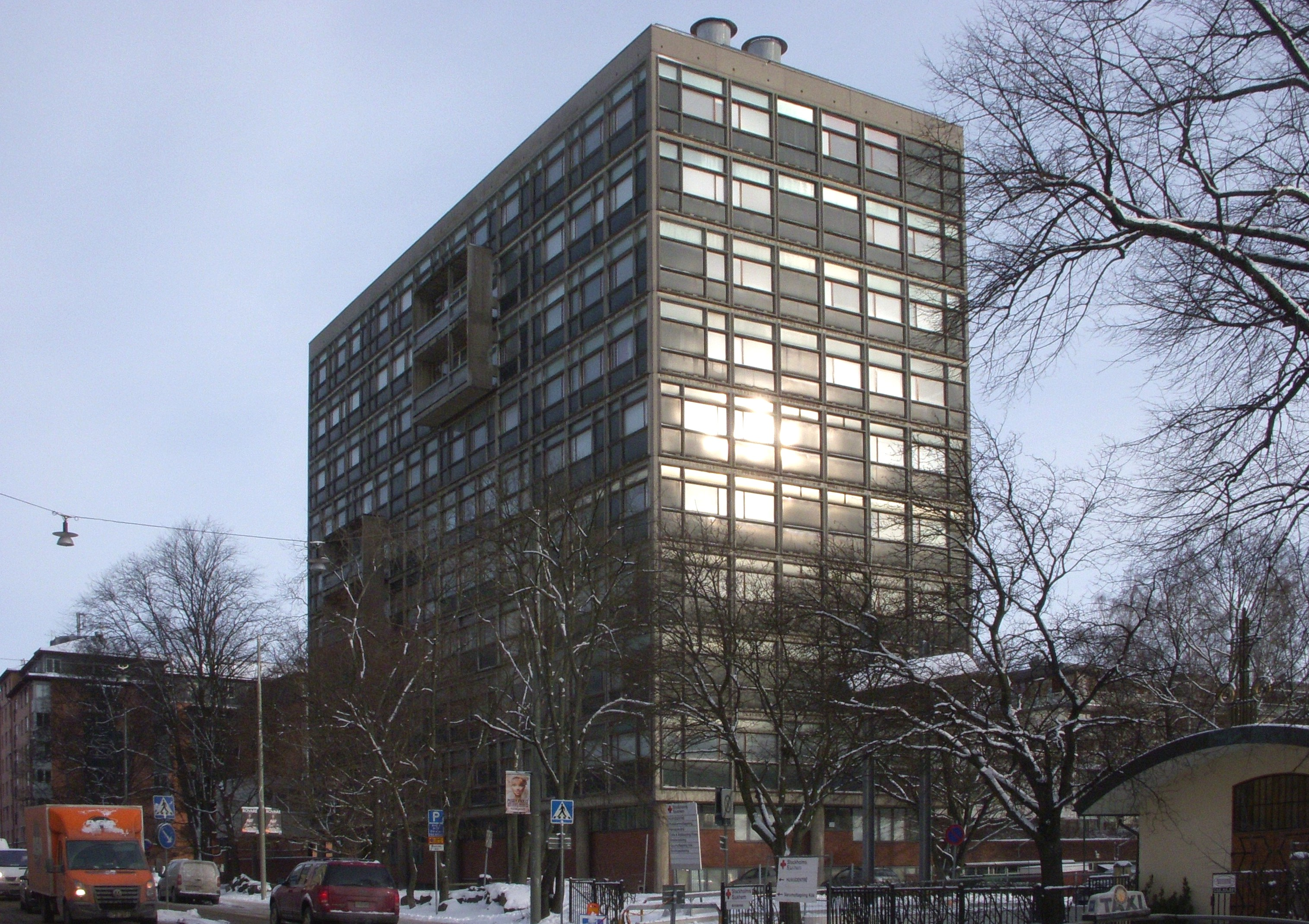
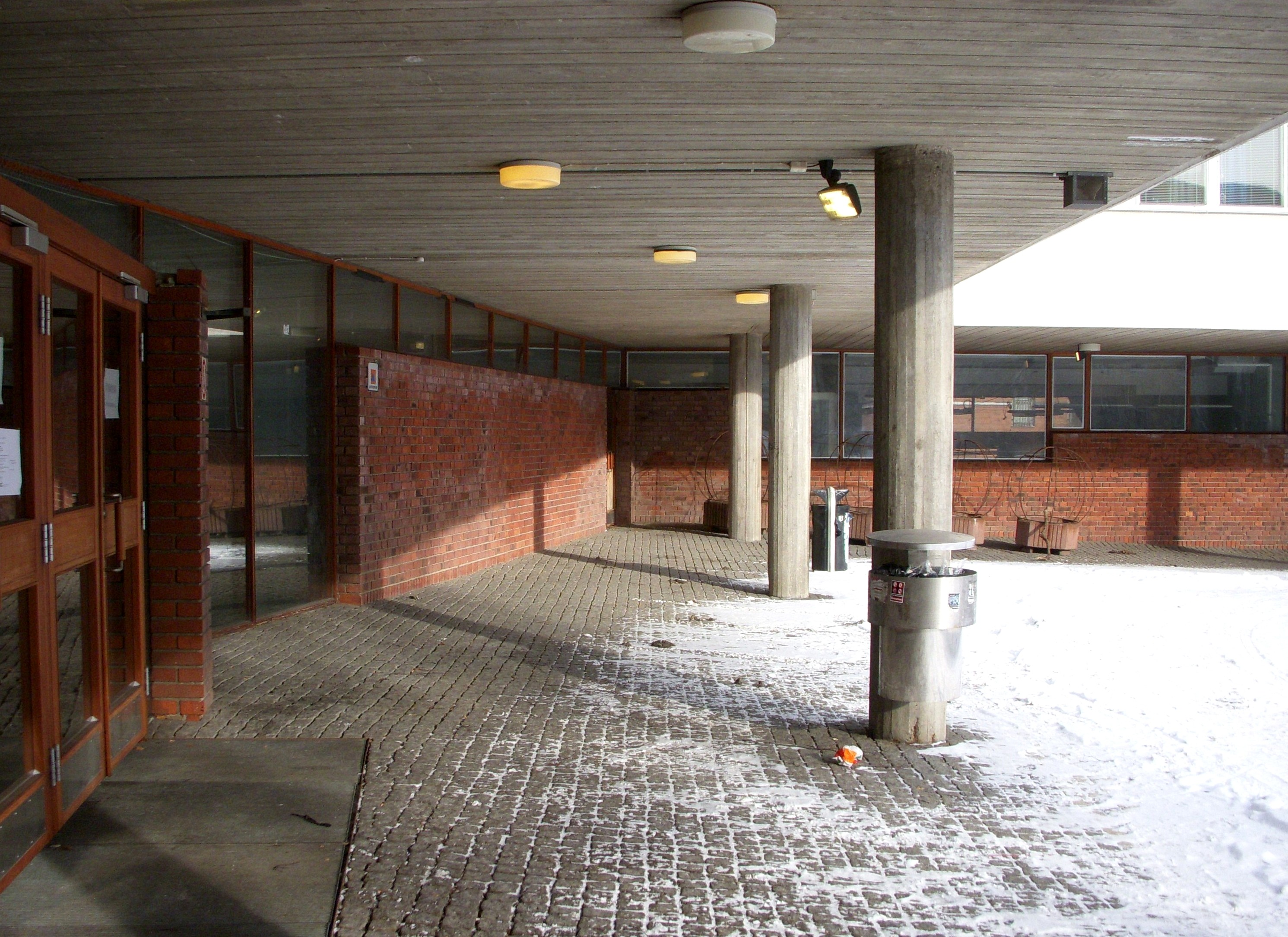
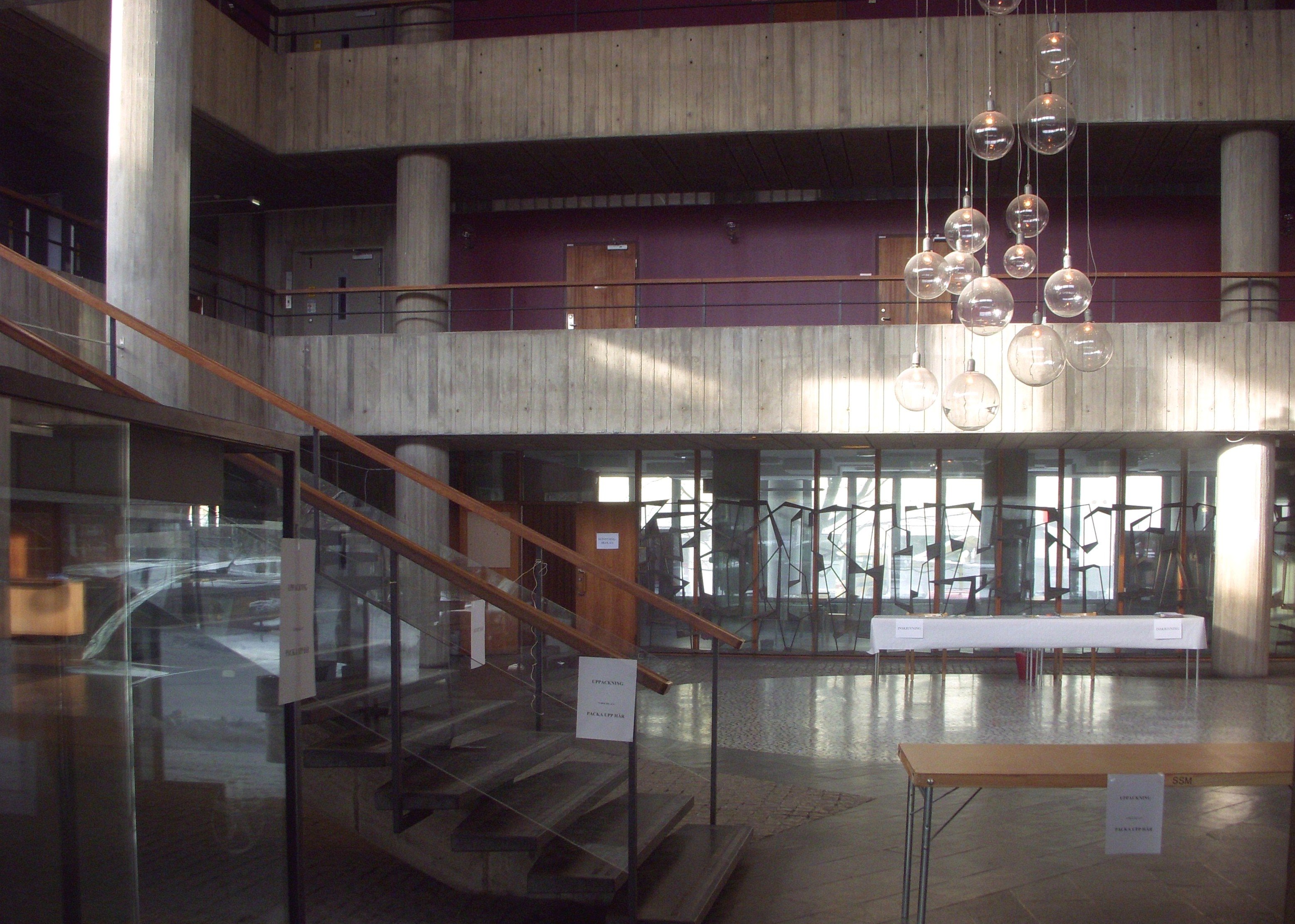
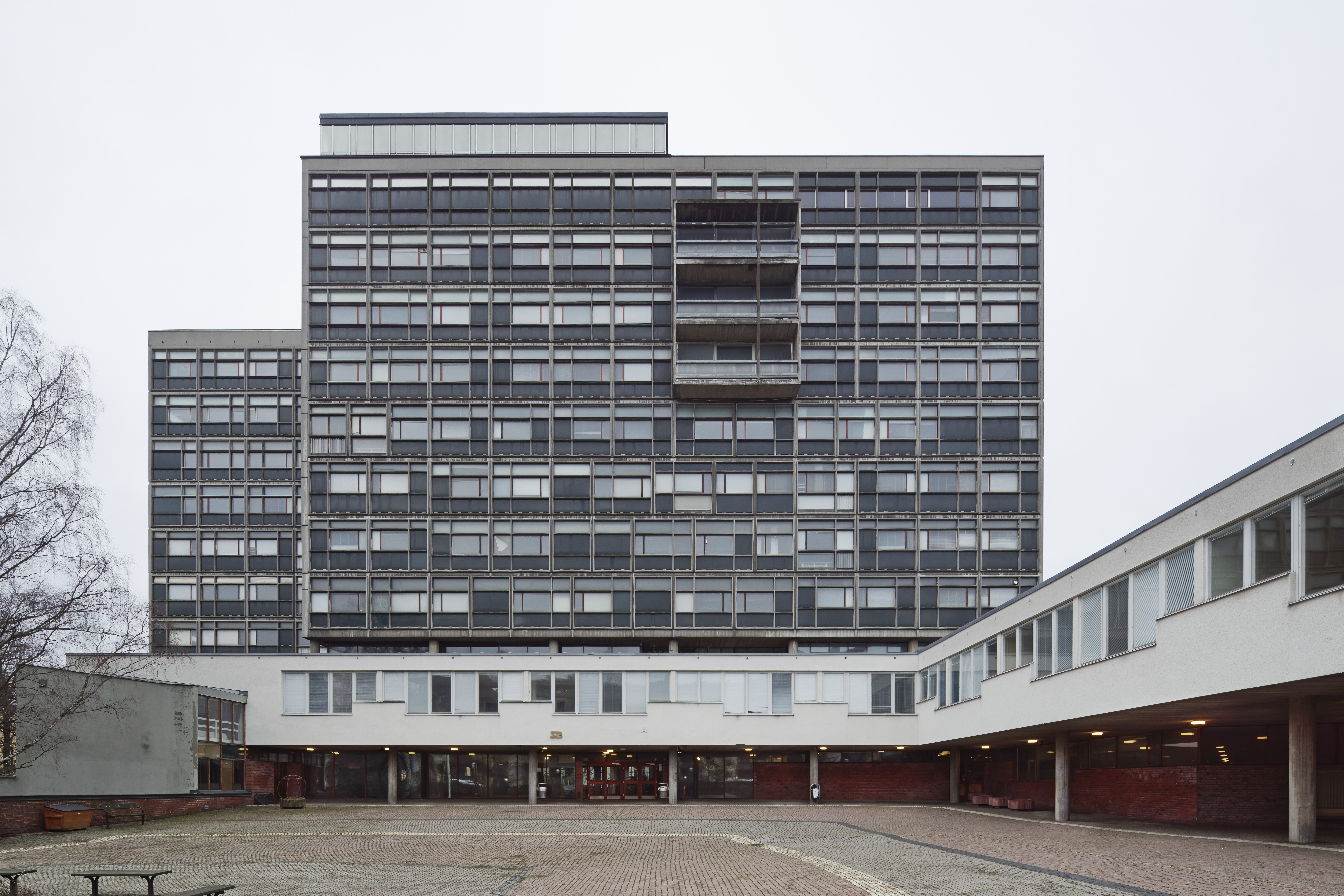